# Rudolf Loo
Rudolf Loo (ur. 1 grudnia 1902 w Narwie, zm. 30 maja 1983 w Västerås) – estoński zapaśnik walczący w stylu klasycznym. Olimpijczyk z Paryża 1924, gdzie zajął szóste miejsce w wadze lekkociężkiej.
Srebrny medalista mistrzostw Europy w 1926 i brązowy w 1927 roku.

## Letnie Igrzyska Olimpijskie 1924
| Konkurencja | Rundy eliminacyjne    | Rundy eliminacyjne     | Rundy eliminacyjne    | Rundy eliminacyjne    | Klas. końcowa |
| Konkurencja | Przeciwnik I          | Przeciwnik II          | Przeciwnik III        | Przeciwnik IV         | Miejsce       |
| ----------- | --------------------- | ---------------------- | --------------------- | --------------------- | ------------- |
| 82,5 kg     | Emil Wecksten (FIN) P | Paul Bonnefont (FRA) Z | István Dömény (HUN) Z | Onni Pellinen (FIN) P | 6.            |